# MÁVAG
MÁVAG (mađ. Magyar Királyi Államvasutak Gépgyára - Mađarska kraljevska tvornica željezničkih lokomotiva) bila je mađarska tvornica željezničkih vozila, u vlasništvu Kraljevine Mađarske. Poslije Drugog svjetskog rata tvornica je nacionalnizirana, a riječ kraljevski (Királyi) izbačena iz imena. Tvornica je bila poznata po svojim parnim lokomotivama.
Godine 1959. spojila se s tvrtkom Ganz, u novu tvrtku Ganz-MÁVAG.